# Кози (Сілезьке воєводство)
Кози (пол. Kozy) — село в Польщі, у гміні Кози Бельського повіту Сілезького воєводства. Єдиний населений пункт гміни.
Населення — 12 271 особа (2011).

## Географія
У селі бере початок річка Ліснивка.

## Демографія
Демографічна структура станом на 31 березня 2011 року:
|          | Загалом | Допрацездатний вік | Працездатний вік | Постпрацездатний вік |
| -------- | ------- | ------------------ | ---------------- | -------------------- |
| Чоловіки | 5862    | 1158               | 4065             | 639                  |
| Жінки    | 6409    | 1215               | 3846             | 1348                 |
| Разом    | 12271   | 2373               | 7911             | 1987                 |